# Lithophane merckii
Lithophane merckii là một loài bướm đêm trong họ Noctuidae.